# ألبرت تي. مورغان
ألبرت تي. مورغان هو سياسي أمريكي، ولد في 1842، وتوفي في 15 أبريل 1922. نشط حزبياً في الحزب الجمهوري.